# Epiteli pigmentari de la retina
L'epiteli pigmentari de la retina és la capa retinal més pròxima a la coroide. Es compon d'una sola capa de cèl·lules cúbiques d'uns 14 micròmetres d'ample i d'alt. Aquestes cèl·lules descansen sobre la membrana de Bruch de la coroides. Les cèl·lules són, a més, més altes en la fòvea i regions adjacents.
Les cèl·lules d'aquest epiteli estan connectades mitjançant complexos d'unió composts per unions de nexe i elaborades zones occludents i adherents. Aquest el motiu que constitueixi un gran component de la barrera hematorretiniana.
Les cèl·lules pigmentàries posseeixen unes beines cilíndriques en la seva superfície apical que es relacionen amb l'extrem de les prolongacions dels cons i bastons, sense arribar a entrar en contacte directe.
El nucli presenta moltes escotadures i es localitza prop de la membrana plasmàtica basal adjacent a la membrana de Bruch.

## Funcions
- Absorció de la llum que travessa la capa neural per a impedir la lluentor i la reflexió resultant.
- Aïllament de les cèl·lules retinals de les substàncies que porta la sang gràcies a la barrera hematoretiniana.
- Participa en la restauració de la foto-sensibilitat, ja que aquestes cèl·lules posseeixen la maquinària metabòlica necessària per a la re-síntesi del pigment visual.
- Fagocitosi de porcions inutilitzades dels cons i bastons.